# Terre-plein central
Pour les articles homonymes, voir Terre-plein.

Terre-plein central, sur une chaussée à 2x2 voies ou autoroute.

Un terre-plein central ou terreplein central est un séparateur central entre les voies de circulation généralement de sens contraires. Il fait partie des dépendances routières des routes.

## Selon les pays

### Belgique
En Belgique, un terre-plein central est un aménagement longitudinal destiné à séparer des chaussées, à l'exception des marquages routiers. Un terre-plein central peut donc constituer une surélévation, notamment sous forme de refuge, de rail de sécurité ou de bande de verdure.

### France
En France, un terre-plein central peut faire référence à une séparation entre deux voies de circulation, ou à un espace situé au centre d'un rond-point.

### Italie
Le "terre-plein central" est appelé "spartitraffico" (diviseur de trafic), est une portion de la plate-forme routière d'une largeur et d'une forme adaptées aux différents types de chaussées, infranchissable, destinée à séparer deux chaussées dédiées à des sens de circulation opposés. Il est obligatoire sur les autoroutes de classe "A", les routes extra-urbaines principales (autoroutes de classe "B") et super-routes (voies rapides à chaussées séparées).
Il peut s'agir simplement de glissières de sécurité métalliques double-hauteur juxtaposées appelées guard rail ou, plus généralement, d'un élément en béton armé de 1,10 m de hauteur, type Jersey continu, inamovible, ancré au sol sur le côté gauche de la chaussée, l'intérieur pouvant être rempli pour y planter des végétaux.

### Autres pays européens
En Europe, leur présence est assez courante ou obligatoire sur autoroute ainsi que sur voie rapide.

## Galerie

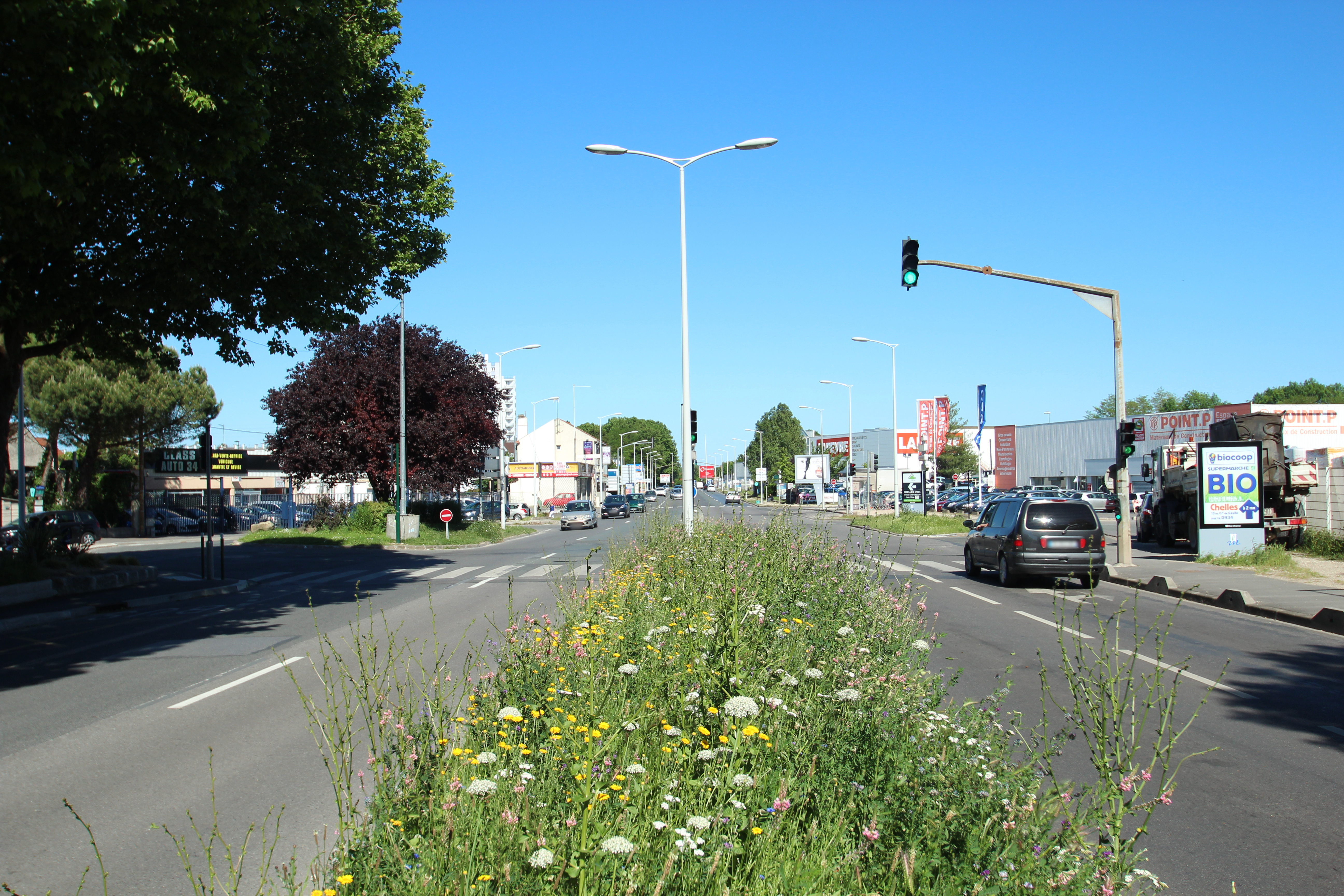
Avenue Jean Jaurès à Neuilly-sur-Marne.
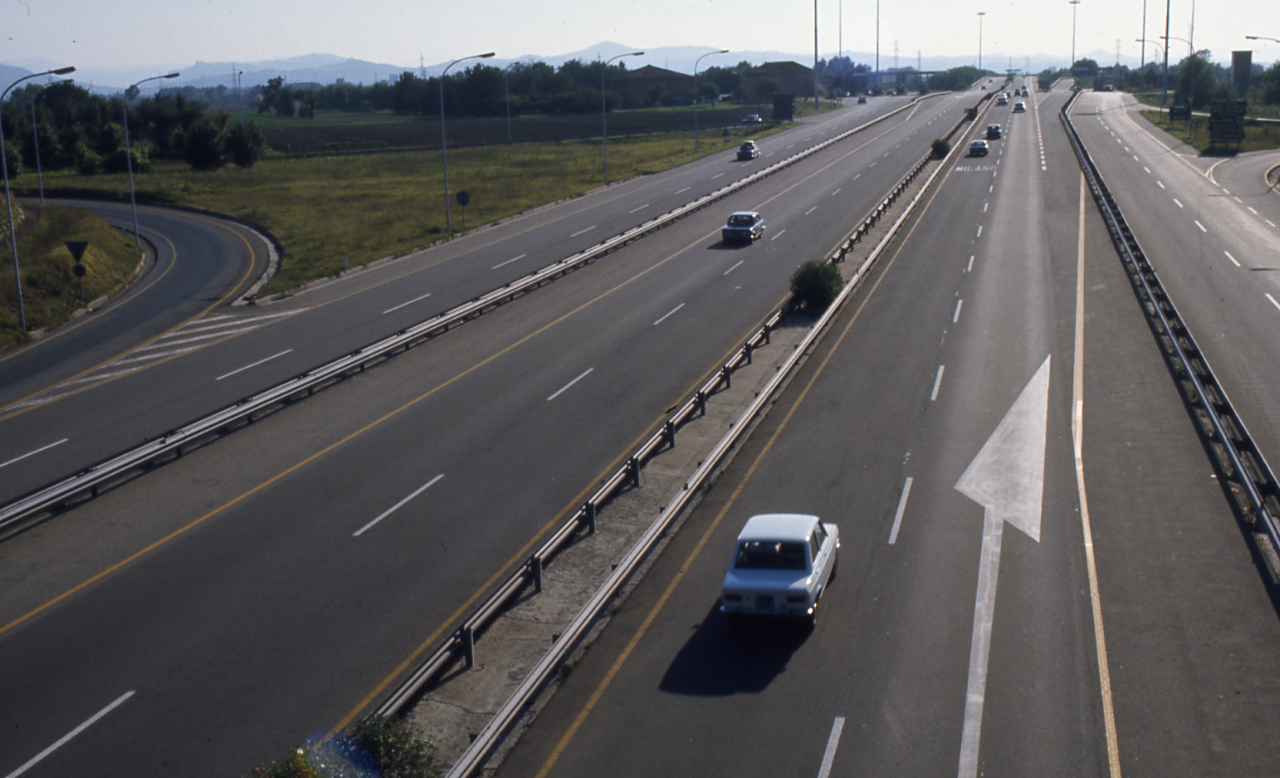
spartitraffico sur un boulevard de ceinture avec deux routes accolées en Émilie-Romagne (photo : Italia, 1974 / Paolo Monti).
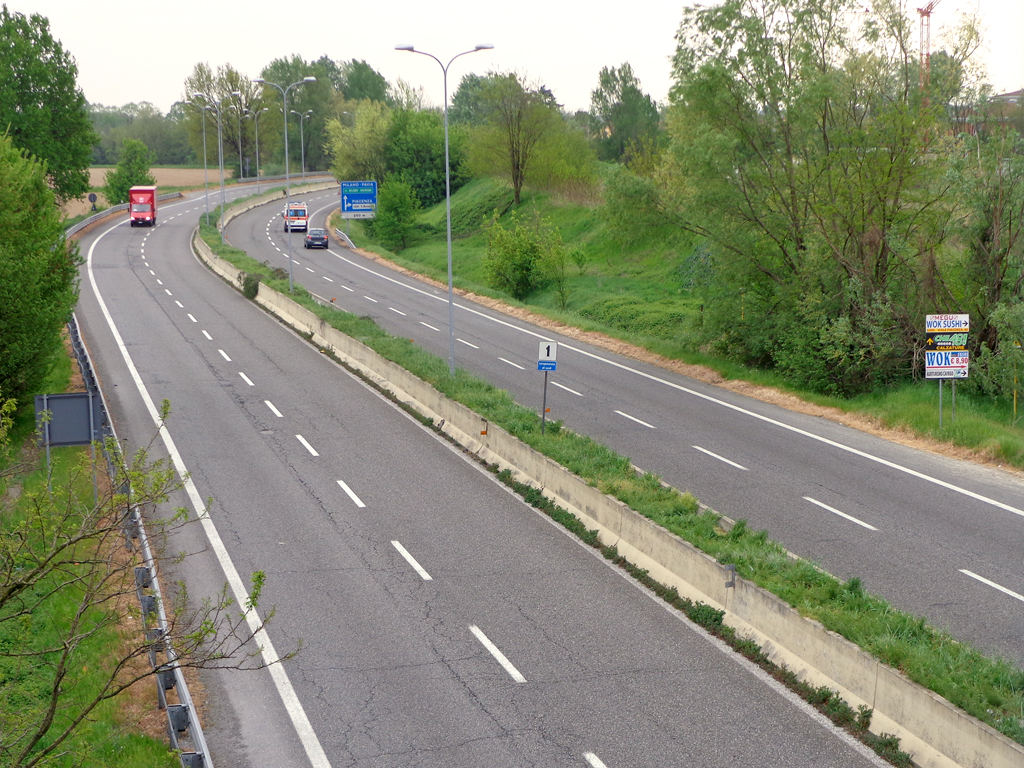
spartitraffico en béton avec bande végétalisée au-dessus sur la VRU de Lodi.
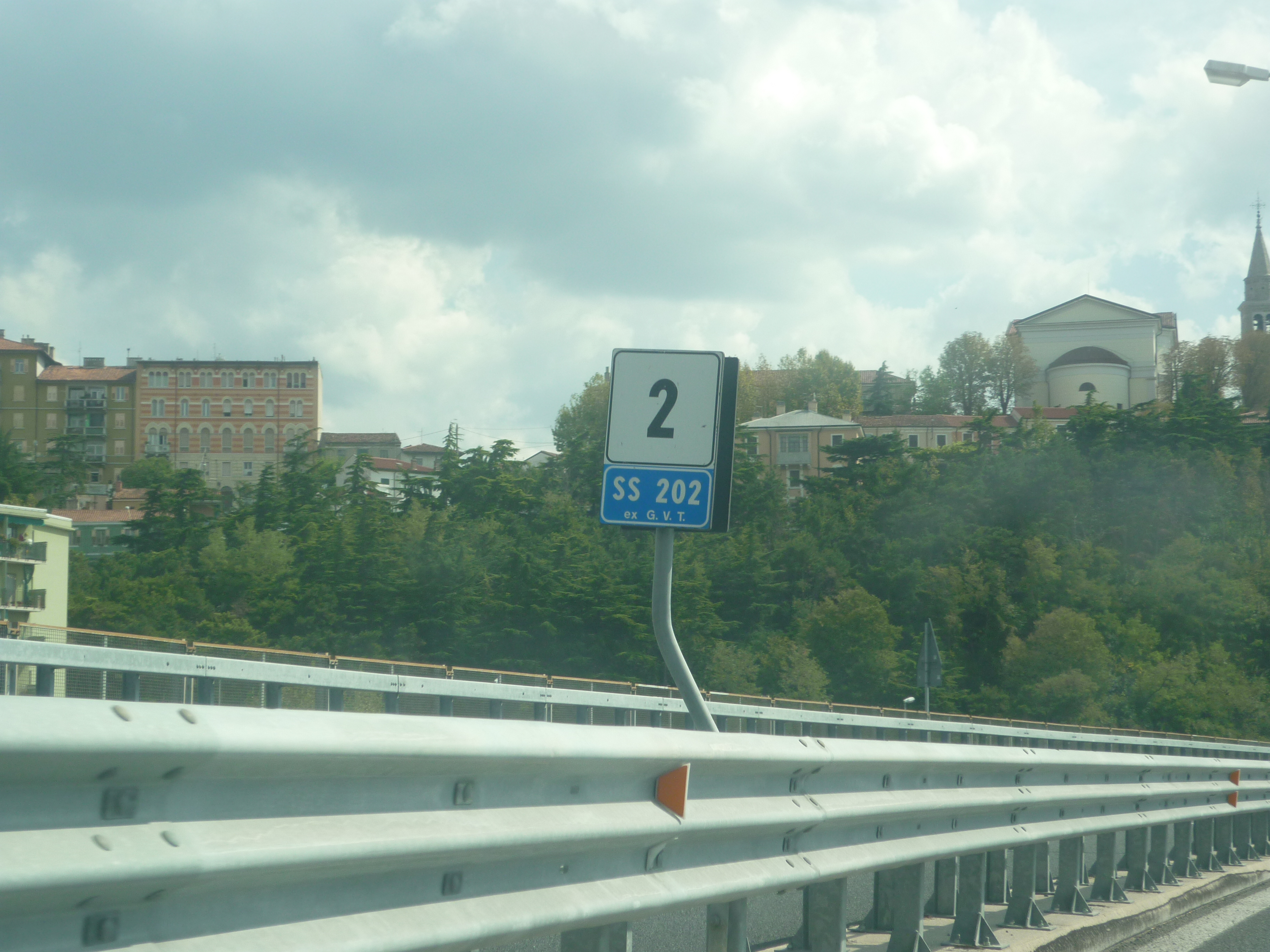
Glissière de sécurité italienne guard-rail double-hauteur sur la SS.202 (route nationale 202) près de Trieste.

## Terminologie
En Suisse et en Belgique, le terre-plein central est dénommé berme centrale.